# Brictiuskirche
Nach dem heiligen Bischof Brictius von Tours sind folgende Kirchen benannt.

## Liste

### Belgien
- Sankt-Brixius-Kirche (Sint-Brixius) in Homburg (Plombières), Provinz Lüttich
- Sankt-Brixius-Kirche (Sint-Brixius) in Marke (Kortrijk), Provinz Westflandern
- Sankt-Britius-Kirche in Etikhove (Maarkedal), Provinz Ostflandern
- Brixius-Kapelle in Merlscheid, Provinz Lüttich
- Sankt-Brixius-Kirche in Ooigem (Wielsbeke), Provinz Westflandern
- Sankt-Brixius-Kirche in Sibret (Vaux-sur-Sûre), Provinz Luxemburg
- Sankt-Brixius-Kirche in St.Brixius-Rode, Meise, Provinz Flämisch-Brabant
- Sankt-Brixius-Kirche in Schalkhoven (Hoeselt), Provinz Limburg
- Saint-Brice in Tournai, Provinz Hennegau
- Sankt-Brixius-Kirche in Wez-Velvain (Brunehaut), Provinz Hennegau

### Deutschland
- Filialkirche St. Brictius (Aiterbach), Bayern
- St. Briccius (Bad Belzig), Brandenburg
- Pfarrkirche St. Briktius in Bernkastel-Kues, Rheinland-Pfalz
- Pfarrkirche St. Brictius (Berk) in Dahlem, Nordrhein-Westfalen
- St. Brictius (Euenheim), Nordrhein-Westfalen
- Brixius-Kapelle in Gerolstein-Bewingen, Rheinland-Pfalz
- Katholische Kirche St. Brictius, Glees, Rheinland-Pfalz
- St. Briccius (Gögglingen)
- St. Briccius (Halle), Sachsen-Anhalt
- St. Briccius (Huntlosen), Niedersachsen
- St. Briccius (Kinding), Ilbling, Bayern
- Pfarrkirche St. Brictius in Köln-Merkenich, Nordrhein-Westfalen
- St. Briccius (Magdeburg), Sachsen-Anhalt
- Pfarrkirche St. Briktius in Malborn, Rheinland-Pfalz
- Pfarrkirche St. Briktius in Oberemmel, Rheinland-Pfalz
- Bricciuskirche (Oberjesingen), Baden-Württemberg
- St. Briktius (Oekoven), Nordrhein-Westfalen
- Pfarrkirche St. Brictius (Olzheim), Rheinland-Pfalz
- Pfarrkirche St. Briktius in Rivenich, Rheinland-Pfalz
- Pfarrkirche St. Briccius in Rottenburg-Wurmlingen, Baden-Württemberg
- St. Brictius in Schöppingen, Nordrhein-Westfalen
- Kirche St. Brictius (Hürth) in Stotzheim (Hürth), Nordrhein-Westfalen
- Pfarrkirche St. Brictius in Wolfenbüttel, Niedersachsen

### Frankreich
- Église Saint-Brice d’Ay
- Église Saint-Brice de Chonville
- Église Saint-Brice de Dombrot-le-Sec
- Église Saint-Brice de Falck
- Chapelle Saint-Brice d’Hausgauen
- Église Saint-Brice d’Hauteville
- Église Saint-Brice de La Ferté-Chevresis
- Église Saint-Brice de Lumes
- Église fortifiée Saint-Brice de Saulny
- Église Saint-Brice de Pleine-Selve
- Église Saint-Brice de Remies
- Église Saint-Brice de Saint-Brice
- Église St-Brice (Saint-Bris-des-Bois)
- Église Saint-Brice de Saint-Brice-de-Landelles
- Église Saint-Brice de Saint-Brice-sous-Forêt
- Église Saint-Brice de Saint-Mandé-sur-Brédoire
- Église Saint-Brice de Saint-Brice-sous-Forêt
- Église Saint-Brice de Sergy
- Église Saint-Brice de Tourteron

### Luxemburg
- Église Saint-Brice in Hemstal, Gemeinde Bech
- Pfarrkirche St. Briktius in Manternach, Gemeinde Manternach

### Österreich
Kärnten
- Zu Ehren eines gleichnamigen dänischen Wallfahrers wurde die Bricciuskapelle, Heiligenblut in Kärnten errichtet.

Niederösterreich
- Pfarrkirche Kleinwilfersdorf

Tirol
- Pfarrkirche Uderns
- Filialkirche in Radfeld

### Polen
- Brixiuskirche (Bryksy), Wojewodschaft Opole